# Augustine Chihuri
Augustine Chihuri hiện đang là Ủy viên trưởng của Cảnh sát Cộng hòa Zimbabwe.
Năm 2008, con trai của Chihuri là Sylvester bị trục xuất từ Úc, nơi ông đang học tập, bởi Bộ Ngoại giao Úc như là một phần của các cuộc trừng phạt quốc tế đang tăng cường chống lại Zimbabwe.